# أحمد ينر
أحمد ينر (مواليد 13 أبريل 1966 ؛ بيبازاري ، أنقرة ) محامٍ تركي . الرئيس الحالي للمجلس الأعلى للانتخابات .

## الحياة العملية
ولد في 13 أبريل 1966 في بيبازاري . تخرج من مدرسة أنقرة الإمام الخطيب الثانوية وكلية الحقوق بجامعة اسطنبول . بدأ حياته المهنية كمرشح لمنصب قاضٍ في أنقرة. كان قاضي بايكان ويغيلجا وسفري حصار وعثمانية وكريكالي على التوالي.
انتخب عضوا بالمحكمة العليا بتاريخ 22/12/2011. المحكمة العليا 21. وهو عضو في القسم القانوني. انتخب عضوا في المجلس الأعلى للانتخابات في 16 يناير 2020 وتولى مهامه في 24 يناير. انتخب رئيساً للمجلس الأعلى للانتخابات في 26 يناير 2023. 

## الحياة الشخصية
متزوج وله 3 أولاد. له 4 كتب صدرت في مجال قانون العمل.